# Diomande Adama
Diomande Adama (* 28. Juni 1991) ist ein ivorischer Fußballspieler.

## Karriere
Diomande Adama stand bis 2006 beim ivorischen Verein Yopougon FC unter Vertrag. Der Verein ist im Stadtteil Yopougon im Ballungsraum von Abidjan beheimatet. 2007 wechselte er nach Thailand. Hier unterschrieb er einen Vertrag beim Suphanburi FC. Der Verein aus Suphanburi spielte in der ersten Liga des Landes, der Thai Premier League. Am Ende der Saison musste er mit dem Verein in die zweite Liga absteigen. Nach dem Abstieg ging er zum Drittligisten Lopburi FC. Der Verein spielte in der dritten Liga, der damaligen Regional League Division 2. Navy FC, ein Erstligist aus Sattahip nahm ihn die Saison 2011 unter Vertrag. Auch mit der Navy musste er am Ende der Saison in die zweite Liga absteigen. Nach dem Abstieg verpflichtete ihn der Erstligist Thailand Tobacco Monopoly FC. Mit TTM stieg er Ende der Saison abermals in die zweite Liga ab. 2013 kehrte er zu seinem ehemaligen Verein Navy FC zurück. Mit der Navy spielte er in der zweiten Liga, der Thai Premier League Division 1. Die Hinserie 2014 spielte er beim Drittligisten Uthai Thani FC in Uthai Thani. Nach der Hinserie wechselte er für den Rest des Jahres nach Laos. Hier stand er beim Lao Toyota FC in der Hauptstadt Vientiane unter Vertrag. Lao Toyota spielte in der ersten Liga, der Lao Premier League. Am Ende der Saison wurde er mit dem Klub Vizemeister. 2015 ging er wieder nach Thailand. Hier spielte er für die Vereine Royal Thai Army FC, Rayong United FC, Bangkok Christian College FC und Deffo FC. Der laotische Verein KPS FC nahm ihn die Saison 2019 unter Vertrag. Das erste Halbjahr 2020 spielte er wieder bei seinem ehemaligen Verein Bangkok Christian College FC in Bangkok. Mitte 2020 unterschrieb er einen Vertrag beim laotischen Erstligisten Vientiane FT. Für den Verein spielte er 2020 zehnmal in der ersten Liga.

## Erfolge
Lao Toyota FC
- Laotischer Vizemeister: 2014